# Ester Milocco
Ester Milocco (7 luglio 1949) è un'ex cestista italiana.

## Carriera
Cestista della Standa Milano, viene convocata in nazionale nel 1969, collezionando 79 presenze.